# James Lee Barrett
James Lee Barrett (Charlotte, 19 novembre 1929 – Templeton, 15 ottobre 1989) è stato uno sceneggiatore e paroliere statunitense.

## Biografia
Dopo gli studi all'Anderson University della Carolina del Sud, James Lee Barrett si arruolò e servì in marina. Fece il suo debutto cinematografico nel 1957 come sceneggiatore. Nel 1975 vinse il Tony Award al miglior libretto di un musical per il suo libretto di Shenandoah a Broadway, scritto a sei mani con Peter Udell e Philip Rose.
Morì di cancro all'età di cinquantanove anni.

## Filmografia parziale

### Sceneggiatore
- La più grande storia mai raccontata (The Greatest Story Ever Told), regia di George Stevens (1965)
- Shenandoah - La valle dell'onore (Shenandoah), regia di Andrew V. McLaglen (1965)
- Bandolero!, regia di Andrew V. McLaglen (1968)
- Berretti verdi (The Green Berets), regia di John Wayne, Ray Kellogg, John Gaddis (1968)
- I due invincibili (The Undefeated), regia di Andrew V. McLaglen (1969)
- Tick... tick... tick... esplode la violenza (...tick...tick...tick...), regia di Ralph Nelson (1970)
- Non stuzzicate i cowboys che dormono (The Cheyenne Social Club), regia di Gene Kelly (1970)
- L'uomo dinamite (Fools' Parade), regia di Andrew V. McLaglen (1971)
- Ti combino qualcosa di grosso (Something Big), regia di Andrew V. McLaglen (1971)
- Il bandito e la "Madama" (Smokey and the Bandit), regia di Hal Needham (1977)